# مارتن شنايدر (لاعب كرة قدم)
مارتن شنايدر (بالألمانية: Martin Schneider)‏ (24 نوفمبر 1968 بشفاينفورت في ألمانيا - ) هو لاعب كرة قدم ألماني في مركز الوسط. شارك مع منتخب ألمانيا الوطني لكرة القدم تحت 15 سنة ‏ ومنتخب ألمانيا تحت 16 سنة لكرة القدم ومنتخب ألمانيا تحت 17 سنة لكرة القدم ومنتخب ألمانيا لكرة القدم تحت 18 سنة ومنتخب ألمانيا تحت 20 سنة لكرة القدم ومنتخب ألمانيا تحت 21 سنة لكرة القدم. أما مع النوادي، فقد لعب مع بايرن ميونخ الثاني وبايرن ميونخ وبوروسيا مونشنغلادباخ ونادي دويسبورغ ونادي نورنبرغ و1. شفاينفورت 05 ‏ وTSV Gerbrunn ‏.

## وصلات خارجية
- مارتن شنايدر على موقع قاعدة بيانات كرة القدم.إي يو (الإنجليزية)
- مارتن شنايدر على موقع بيانات كرة القدم. دي إي (الألمانية)
- مارتن شنايدر على موقع عالم كرة القدم.نت (الإنجليزية)